# Андрей Коробцов
Андрей Сергеевич Коробцов е руски скулптор, член на Московския съюз на художниците. Автор е на повече от 200 произведения, включително 40 паметника.

## Биография
Роден на 27 април 1987 г. в Жезказган, Казахска ССР. Майка му, Людмила Алексеевна, е инженер. Баща му, Сергей Петрович, е заварчик в минно-обогатителен комбинат в Губкин. През 1994 г. семейство Коробцови се премества в Губкин, където завършва средно и художествено училище. След това Андрей заминава за Москва, за да учи скулптурно изкуство. През 2011 г. завършва катедрата по скулптура на Руската академия по живопис, скулптура и архитектура (ръководители: Салават Щербаков и Михаил Красилников) с дипломна работа паметник на Евгений Родионов. От 2011 г. Андрей Коробцов е член на Московския съюз на художниците и работи активно в областта на монументалната скулптура. Живее и работи в Москва.
През 2010 г. Андрей Коробцов, заедно с архитекта Константин Фомин, основава архитектурно-скулптурно студио в Москва. През годините на сътрудничество творческият тандем е реализирал редица големи проекти както в Русия, така и в чужбина. Сред най-значимите произведения на студиото са паметникът на руската принцеса Олга Николаевна Вюртембергска в гръцкия град Солун (2016 г.), паметникът на Героя на Съветския съюз Ханпаша Нурадилов в Грозни (2018 г.), паметникът на Гръцкия легион на император Николай I в Севастопол (2016 г.), паметникът на фронтовото куче на Поклонната планина в Москва (2013 г.), паметник на металурзите в Тула (2015 г.), паметник на пионерите на Курската магнитна аномалия в Губкин, Белгородска област (2012 г.). Андрей Коробцов е и съавтор на паметника на Пьотър Столипин в Москва.
През 2017 г. на главния площад на Калуга е открит паметник на Иван III. Автор на идеята е Андрей Кончаловски, а Андрей Коробцов въплъщава образа на владетеля в бронз.
Завършените проекти на скулптора включват множество паметни плочи на известни личности като актьора Евгений Весник, историка Сергей Вяземски, първата дама на Великобритания, Клемънтайн Чърчил и други.
Значителна част от изкуството на Коробцов е серия от произведения на тема балет, свързани с появата на примабалерината на Болшой театър Евгения Образцова в живота на скулптора. През 2014 г. тя става негова съпруга и служи като прототип и модел за повечето произведения от цикъла.
На 1 април 2018 г. в концертния комплекс „Филхармония-2“ е открит монументален барелеф на руския композитор Сергей Рахманинов.
През 2018 г. проектът на Андрей Коробцов и архитект Константин Фомин печелят конкурса за проектиране на Ржевския мемориал на съветския войн. Откриването на мемориала се състои на 30 юни 2020 г.
През 2020 г. той създава конен паметник на генерал от пехотата Пьотър Котляревски на насипа на Феодосия.
През 2021 г. той създава паметник на Михаил Девятаев в село Торбеево, Мордовия. Паметник на защитника на Отечеството е открит в Частоозерье, Курганска област. Бюст на Виталий Копилов е открит в Комсомолск на Амур. В чест на 800-годишнината на Александър Невски в Тосненски район на Ленинградска област е открит мемориалът „Молитва преди битката“.
През 2022 г. той създава скулптури на „Танцьорката“, „Цигуларя“, „Тромпетиста“ и „Балерината“ върху портика на главната фасада на Концертната зала „Чайковски“.
През 2024 г. той създава Мемориален комплекс „На мирните граждани на Съветския съюз, загинали по време на Великата отечествена война“. Той е открит на 27 януари 2024 г. и се намира в село Зайцево, Гатчински район, Ленинградска област. Автори на паметника са скулпторът Андрей Коробцов и архитектът Константин Фомин. През юни 2024 г. Коробцов е удостоен с Държавната награда на Руската федерация.